# Karl Winkler (Polizeibeamter)
Salomon Karl Winkler (* 30. März 1884 in Gleiwitz; † 3. November 1965 in Köln) war ein deutscher Polizeibeamter.

## Leben
Winkler war stellvertretender Polizeipräsident, ehe er 1933 aufgrund seiner jüdischen Abstammung von den Nationalsozialisten entlassen wurde. Er lebte danach weiter in Köln und hielt sich während der Deportationen im Verborgenen.
Im März 1945 wurde er von den Westalliierten zum Polizeipräsidenten ernannt. Joseph Goebbels plante daraufhin, Winkler – ähnlich wie den Aachener Bürgermeister Franz Oppenhoff – durch ein Werwolf-Kommando ermorden zu lassen. Hierzu kam es jedoch nicht mehr und Winkler blieb bis zu seiner Pensionierung 1953 im Amt.
Winkler starb 1965 im Alter von 81 Jahren im Evangelischen Krankenhaus in Köln-Kalk. Er war ab 1925 mit Anna Katharina Ursuline geb. Gliesche verheiratet.
Er ist in der Familiengrabstätte seiner Ehefrau auf dem Kölner Melaten-Friedhof beigesetzt.